# Ingmārs Līdaka

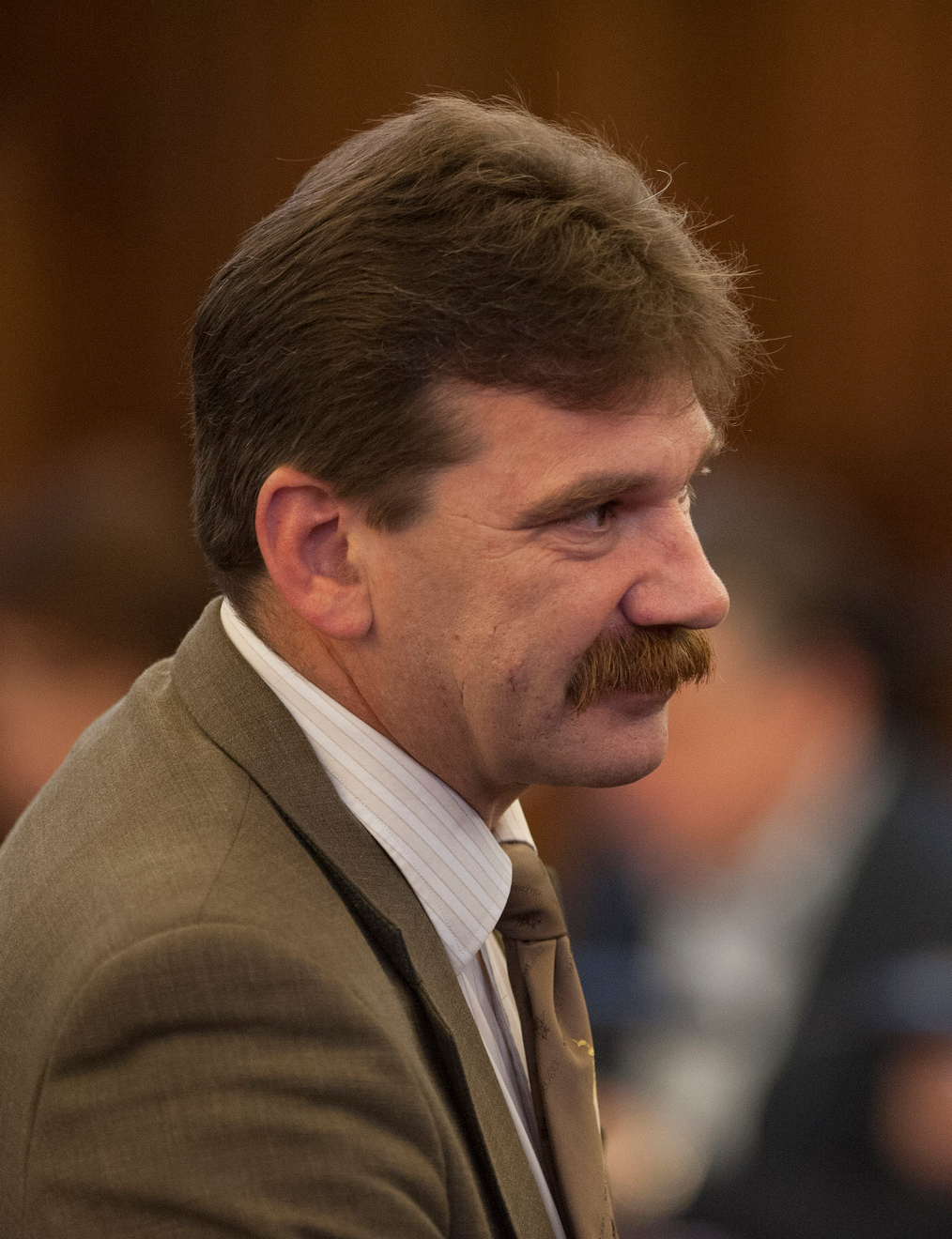
Igmārs Līdaka (2014)

Ingmārs Līdaka (* 13. August 1966 in Vecumnieki) ist ein lettischer Zoologe und Politiker der Grünen Partei.

## Biographie
Līdaka studierte Biologie an der Universität Lettlands. Einen Abschluss verhinderte die Einberufung zur Roten Armee und die staatlichen Umwälzungen ab 1990. Ab 1989 arbeitete er im Zoo Riga, wo er 1992 Abteilungsleiter für Öffentlichkeitsarbeit wurde. In dieser Funktion arbeitete er eng mit dem Fernsehen zusammen. Er ist Autor einer Vielzahl von Lehrfilmen und Büchern über die Tierwelt und den Naturschutz. 1995 trat er in die lettische Grüne Partei ein. 2001 wurde er in den Rat von Riga gewählt. Seit 2006 ist er Abgeordneter in der Saeima, dem lettischen Parlament.
Er ist verheiratet und hat zwei Kinder. Auf seinem Hof in Vecumnieki leben über 40 teils seltene Vogelarten und andere Tiere.